# Russzisztika
A russzisztika interdiszciplináris tudományterület, amely átfogja Oroszország és szomszédsága politikáját, történelmét, kultúráját, gazdaságát és nyelveit, gyakran a szovjet és kommunista tanulmányok részeként. A russzisztikát nem szabad összekeverni az orosz irodalom vagy nyelvészet tanulmányozásával, amely gyakran egy külön tanszéket alkot az egyetemeken belül.
Az egyetemeken a russzisztika szak sok kulturális tárgyat foglal magában, amelyek az orosz politikát, történelmet, földrajzot, nyelvészetet, az orosz nyelvet, irodalmat és művészeteket oktatják. Gyakran tanulmányozzák a miszticizmust és a folklórt, a kereszténység bevezetését, a cári uralmat és az orosz birodalom terjeszkedését, majd a kommunista uralmat, a Szovjetunió történetét, annak összeomlását, valamint a mai Oroszországot.
A russzisztika a hidegháború idején vált jelentőssé, de a Szovjetunió összeomlása után népszerűségében visszaesés tapasztalható. Oroszország külpolitikája, különösen Ukrajna inváziója, megnövelte az orosz tanulmányok iránti figyelmet, és előidézte azok elveinek a dekolonializáció szempontjából való újragondolását.

## Története
A russzisztika mint tudományos diszciplína az Egyesült Államokban kezdett kialakulni az 1920-as években. Egyik alapítója Mihail Karpovics volt, aki Vaszilij Kljucsevszkij történész tanítványaként az Egyesült Államokba emigrált. Karpovics tanítványai között számos amerikai Oroszország-kutató volt. Az Egyesült Államok vezető russzisztikai központja azonnal a Harvard Egyetem lett, ahol Karpovics 1927 és 1957 között tanított, valamint a Kaliforniai Egyetem Berkeley-ben. Az Oroszország-kutatás az Egyesült Államkban hatalmas lendületet kapott a második világháború kezdetével, így az Egyesült Államok a russzisztika egyik vezető globális központjává vált. A hidegháború idején az Oroszország iránti érdeklődés csak fokozódott, és a russzisztika, beleértve a szovjetológiát is, a nyugati világban jelentős fellendülést tapasztalt.

### A 2014-es orosz–ukrán háború kezdete óta
Taras Kuzio politikai elemző, Oroszország és Ukrajna kutatója a 2014-es orosz–ukrán háború kezdete óta az orosz tanulmányok válságáról beszél. Kuzio több problémát említ: a nyugati történészek Ukrajna történelmét nem önállóan, hanem Oroszország birodalmi történelmének részeként vizsgálják; a Krím „mindig is orosz volt”, és őslakosai nem a tatárok, hanem az oroszok; továbbá alábecsülik a nacionalizmus és imperializmus szerepét Putyin Oroszországában, miközben túlhangsúlyozzák a nacionalizmus hatását Ukrajnában az Euromajdan után.

### 2022-től napjainkig – Oroszország teljes körű ukrajnai inváziója óta
Oroszország 2022-es ukrajnai inváziója új hullámot indított az Oroszország történelme iránti nyugati érdeklődésben. A kutatók újragondolják, hogyan tanulmányozzák és tanítják Oroszország és az egész szláv régió történelmét, átértékelik Oroszország birodalmi és gyarmati múltját. A Szláv, Kelet-Európai és Eurázsiai Tanulmányok Szövetsége 2023-as konferenciájának témája a „dekolonizáció” volt – az orosz központú megközelítések újragondolása a problémák vizsgálatában. Okszana Sevel politikai elemző és az Amerikai Ukrán Tanulmányok Szövetségének igazgatója sok kutató véleményét tolmácsolta, akik szerint a kutatók nem fordítottak figyelmet az orosz imperializmus és gyarmatosítás által okozott károkra, ehelyett a „modernizációt, oktatást és iparosítást” hangsúlyozták, amit Oroszország hozott. Vitalij Cserneckij szlavista és Erika Marat politológus szerint a kutatók nem fordítanak elég figyelmet az Oroszország régióiból és az Oroszországon kívüli országokból származó tudományos munkákra. Ukrajnát helytelenül értékelték, és emiatt sokan úgy gondolták, hogy Ukrajna „megosztott” nemzet, gyenge nemzeti identitással, és gyors orosz katonai győzelmet vártak Kijev elfoglalásával 2023 elején.
Sokan megjegyzik, hogy Oroszországnak túl nagy figyelmet szenteltek, a kolonizált nemzetek és régiók, mint például Ukrajna, a Kaukázus, Közép-Ázsia, valamint az Oroszországon belüli etnikai kisebbségek rovására. A „dekolonizáció” hívei arra hívnak fel, hogy nagyobb figyelmet fordítsanak ezeknek a kisebb nemzeteknek és régióknak a véleményére.
A Columbia Egyetem szlavisztikai tanszékének volt elnöke, Clarence Manning már 1957-ben azt mondta, hogy ennek oka az, hogy az orosz kutatások az Egyesült Államokban jelentős orosz kutatók hatása alatt álltak.

## Fordítás
- Ez a szócikk részben vagy egészben  a   Russian studies című angol Wikipédia-szócikk ezen változatának fordításán alapul.  Az eredeti cikk szerkesztőit annak laptörténete sorolja fel. Ez a jelzés csupán a megfogalmazás eredetét és a szerzői jogokat jelzi, nem szolgál a cikkben szereplő információk forrásmegjelöléseként.